# Rørskov
En Rørskov er en ensartet bevoksning af tagrør, der kan dække over større arealer og danne  rørsump eller rørskov. Rørskovene har et rigt dyreliv, hvor man ud over småfugle som sivsanger og rørspurv kan finde rørdrum, rørhøg og odder. Rørskoven findes primært  i ferskvand, i søer, moser og  åer,  men planterne tåler også salt, og kan også findes ved strandsumpe og strandenge i nærheden af fjorde og langs kyster med brakvand. 
Tagrør bruges til tagdækning med stråtag, og høstes i rørskoven om vinteren, primært  når  vandet i rørskoven  er frosset til. I Skandinaviens største rørskov i naturreservatet Vejlerne i Thy, høstes med  bæltekøretøjer, der kører på bunden  af rørskoven, og en stor del af høsten eksporteres til Holland. Høsten anses som en vigtig naturpleje der sikrer at rørskoven ikke gror til, og  rørskovens sjældne fugleliv bevares.